# Río Las Minas
El río Las Minas es un curso natural de agua que fluye en la Provincia de Magallanes y que cruza y desemboca en la ciudad de Punta Arenas. La cuenca del río es la más austral de Chile continental.

## Trayecto
Este río nace en una planicie que tiene 500 metros de altura en la Reserva nacional Magallanes.) En los últimos metros, antes de su desembocadura recorre entre el plano urbano de la ciudad de Punta Arenas. Su afluente más importante es el estero Lynch que es emisario de la laguna homónima ubicada al sur de la hoya.: 26 
Su cuenca abarca 58 km² con una vegetación de tipo selva magallánica enmarcados entre la cuenca del estero Llau-Lau por el norte y el río Los Ciervos por el sur. Su pendiente varía desde un 4% en la parte superior hasta un 1% al pasar por la ciudad de Punta Arenas.: 26 

## Caudal y régimen
El régimen de la cuenca es pluvio-nival, con régimen de escurrimiento mixto, con aportes superficiales, sub-superficiales y freáticos, dominando en el área este último tipo de régimen.: XII-24 

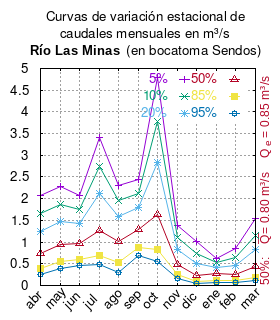
Curva de variación estacional del río Las Minas en bocatoma Sendos.

El caudal del río (en un lugar fijo) varía en el tiempo, por lo que existen varias formas de representarlo. Una de ellas son las curvas de variación estacional que, tras largos periodos de mediciones, predicen estadísticamente el caudal mínimo que lleva el río con una probabilidad dada, llamada probabilidad de excedencia. La curva de color rojo ocre (con {\displaystyle {\color {Red}\vartriangle }}) muestra los caudales mensuales con probabilidad de excedencia de un 50%. Esto quiere decir que ese mes se han medido igual cantidad de caudales mayores que caudales menores a esa cantidad. Eso es la mediana (estadística), que se denota Qe, de la serie de caudales de ese mes. La media (estadística) es el promedio matemático de los caudales de ese mes y se denota {\displaystyle {\overline {Q}}}. 
Una vez calculados para cada mes, ambos valores son calculados para todo el año y pueden ser leídos en la columna vertical al lado derecho del diagrama. El significado de la probabilidad de excedencia del 5% es que, estadísticamente, el caudal es mayor solo una vez cada 20 años, el de 10% una vez cada 10 años, el de 20% una vez cada 5 años, el de 85% quince veces cada 16 años y la de 95% diecisiete veces cada 18 años. Dicho de otra forma, el 5% es el caudal de años extremadamente lluviosos, el 95% es el caudal de años extremadamente secos. De la estación de las crecidas puede deducirse si el caudal depende de las lluvias (mayo-julio) o del derretimiento de las nieves (septiembre-enero).

## Historia
El río de las Minas fue descubierto por Pedro Sarmiento de Gamboa en 1580. Él encontró en sus márgenes las notables vetas de carbón, que doscientos cincuenta años después divisó Bernardo Philippi. Por eso se le llamó Río del Carbón. En tiempos de la colonia el francés Leviniere descubrió grandes riquezas auríferas y el río fue invadido por buscadores de oro que lo llamaron el Río de las Minas. Muchos científicos lo han recorrido desde donde nace hasta al mar, lo han observado y lo han estudiado, y han redactado algo así como un derrotero, describiéndolo en toda su extensión. Es claro que esto sucedió antes de la canalización.[cita requerida]
En marzo de 2012, su caudal creció inundando la ciudad de Punta Arenas.
Luis Risopatrón lo describe en su Diccionario Jeográficode Chile de 1924:: 533 
Minas (Río de Las). Nace en las faldas boscosas de los cerros de Mina Rica i corre hacia SE entre costados escarpados en los que se distinguen mantos de conchas fósiles cubiertos por carjajo menudo i depósitos de carbón, en un lecho sembrado de piedras redondeadas; cruza en seguida un terreno de acarreo en que se encuentra oro, aconpañado principalmente de magnetita, en una angosta quebrada, encerrada entre barrancos de unos 200 m de altura a 7 u 8 kilómetros de su desembocadura i se vacia en el canal Ancho, del estrecho de Magallanes, a corta distancia al N de la ciudad de Punta Arenas. En su hoya se encuentran emanaciones de petróleo.